# دونال سميث
دونال سميث (بالإنجليزية: Donal Smith) هو عداء المسافات المتوسطة نيوزيلندي، ولد في 4 فبراير 1934.

## وصلات خارجية
- دونال سميث على موقع أوليمبيديا (الإنجليزية)